# Бреєшть (Бузеу)
Бреєшть, Бреєшті (рум. Brăești) — село у повіті Бузеу в Румунії. Адміністративний центр комуни Бреєшть.
Село розташоване на відстані 115 км на північ від Бухареста, 39 км на північний захід від Бузеу, 118 км на захід від Галаца, 74 км на схід від Брашова.

## Населення
За даними перепису населення 2002 року у селі проживали 565 осіб, з них 564 особи (99,8%) румунів. Усі жителі села рідною мовою назвали румунську.